# Jean-Jacques Gay
Pour les personnes de même nom de famille, voir Gay.
Jean-Jacques Gay, né à Monthey le 18 novembre 1935 est un écrivain, enseignant et poète suisse du canton de Vaud.

## Biographie
Originaire de Salvan (VS), Jean-Jacques Gay fréquente l’université de Lausanne, la faculté de théologie de Lille, puis l’Institut théologique piémontais à Turin avant de devenir enseignant.
Son œuvre littéraire est essentiellement poétique[précision nécessaire]. Il écrit en 1971 L'arbre du printemps, en 1980, Le ciel et la terre et en 1988 Apophtegmes pour un matin de Pâques.
Jean-Jacques Gay est en particulier lauréat du Prix de l'année poétique 1989 de la Société des poètes et artistes de France.[réf. nécessaire]

## Sources
- « Jean-Jacques Gay », sur la base de données des personnalités vaudoises sur la plateforme « Patrinum » de la Bibliothèque cantonale et universitaire de Lausanne.
- Anne-Lise Delacrétaz, Daniel Maggetti, Écrivaines et écrivains d'aujourd'hui, p. 128
- 24 Heures, 2005/04/06
- A D S - Autorinnen und Autoren der Schweiz - Autrices et Auteurs de Suisse - Autrici ed Autori della Svizzera